# Saint-Martin-du-Frêne
Saint-Martin-du-Frêne es una comuna francesa situada en el departamento de Ain, de la región de Auvernia-Ródano-Alpes. Aunque Frêne es la ortografía oficial, localmente se usa Fresne, incluso en la señales de carretera locales.

## Demografía
| 598 | 623 | 706 | 744 | 971 | 1 050 | 1 077 | 1 101 | 1 049 |
| Para los censos de 1962 a 1999 la población legal corresponde a la población sin duplicidades (Fuente: INSEE [Consultar]) |     |     |     |     |       |       |       |       |

## Personas vinculadas
- Sébastien Castellion, teólogo protestante nacido en Saint-Martin-du-Frêne en 1515.